# Orion (paquebot)
Pour les articles homonymes, voir Orion.
L'Orion est un paquebot de l'Orient Line mis en service en 1935. Après avoir effectué quelques croisières en Norvège, il part pour son voyage inaugural à destination de l'Australie depuis Londres : c'est durant cette traversée qu'il prête assistance au Doric de la White Star Line, victime d'une collision. Durant la Seconde Guerre mondiale, il sert de transport de troupes notamment dans le cadre de l'opération Torch.
Il reprend son service civil à destination de l'Australie en 1947, et le poursuit jusqu'en 1963, date à laquelle il est retiré du service tandis que la clientèle de la ligne diminue fortement.